# Güstrow
Güstrow (IPA: ˈgʏstroː) er en by og kommune i det nordøstlige Tyskland, beliggende under Landkreis Rostock i delstaten Mecklenburg-Vorpommern. Den er administrationsby i landkreisen og har en befolkning på cirka 31.000[kilde mangler].
Güstrow er beliggende cirka 45 km syd for Rostock ved floden Nebel, der er biflod til Warnow, og som via Bützow-Güstrow-Kanal er forbundet med denne. Güstrow ligger ved søerne Inselsee, Sumpfsee, Parumer See, Grundloser og Gliner See. Der er en del skov i området.

## Historie
Güstrow nævnes første gang i 1228. Det siges at den er grundlagt af et barnebarn af Henrik Løve. Güstrow blev sommerresidens for hertugerne af Mecklenburg i det 14. århundrede. Efter delingen af Mecklenburg i 1621 blev den hovedstad i det lille hertugdømme Mecklenburg-Güstrow. General Albrecht von Wallenstein, som stod i spidsen for plyndringen af Jylland under Trediveårskrigen, var hertug af Mecklenburg-Güstrow.
I 1695 døde den sidste hertug af Mecklenburg-Güstrow, hertugdømmet ophørte og blev en del af hertugdømmet Mecklenburg-Schwerin.
Den berømte billedhugger Ernst Barlach boede i Güstrow 1910 til sin død i 1938.

## Seværdigheder
Der er flere seværdigheder i Güstrow:
- Schloss Güstrow er bygget i 1589 i renaissancestil som residens for hertugerne af Mecklenburg. Mellem 1963 og 1981 blev der gennemført en omfattende restaurering, og renaissancehaven blev genskabt efter gamle beskrivelser og tegninger.
- Domkirken er et gotisk teglstens byggeri opført mellem 1226 og 1335. Der er et sengotisk alter fra cirka 1500.
- St. Maria kirken er en gotisk teglstenskirke genopbygget i det 19. århundrede.
- Ernst Barlachs Atelier hvor der udstilles en stor samling af hans værker.

En separat liste over monumenter er givet på Den europæiske rute for teglstensgotik.

## Venskabsbyer
- Ribe, Danmark
- Valkeala, Finland
- Kronshagen, Tyskland
- Gryfice, Polen
- Neuwied, Tyskland

- Wikimedia Commons har flere filer relateret til Güstrow